# Rex Williams
Rex Williams, född 20 juli 1933 i Halesowen utanför Birmingham, engelsk snooker- och biljardspelare.
Williams vann flera juniormästerskap i såväl snooker som biljard, och 1950 vann han de engelska amatörmästerskapen som 17-åring, ett rekord som inte slogs förrän 1979 av Jimmy White. Han blev professionell 1951 vid 18 års ålder, vid en tid då intresset för snooker var mycket lågt, och även proffsen var tvungna att förlita sig på uppvisningsmatcher för att tjäna pengar. VM lades ned 1952, konkurrentturneringen World Matchplay fortsatte ytterligare några år innan den lades ned 1957.
Williams bidrog i hög grad till att VM skulle återuppstå 1964, nu i form av utmanarmatcher. Han utmanade världsmästaren John Pulman om titeln 1964 och 1965 men förlorade vid båda tillfällena. 1968 var Williams en av de drivande krafterna då det nya biljard- och snookerförbundet WPBSA bildades ur den gamla och dåligt fungerande organisationen Professional Billiards Players Association. Detta ledde till att såväl biljard- som snooker-VM återinstiftades.
1969, då snooker-VM återfick sitt format som utslagsturnering, deltog Williams, och gick till semifinal. Han upprepade detta 1972 då han slog ut Ray Reardon i kvartsfinalen. I semifinalen fick han ge sig med 30-31 mot blivande världsmästaren Alex Higgins. Även 1974 gick Williams till semifinal, men bättre blev det aldrig. Däremot blev han 1986 den äldste som gått till final i en rankingturnering, han förlorade dock finalen i Grand Prix mot Jimmy White. Han hade större framgångar inom biljarden där han blev världsmästare flera gånger.
Williams har varit mycket engagerad i administrationen kring biljard och snooker. Han var ordförande i WPBSA åren 1968-1986 och 1997-1999. Under 1980-talet arbetade Williams även som TV-kommentator.

## Snookertitlar
- Engelska Amatörmästerskapen - 1951